# Hoz (herramienta)

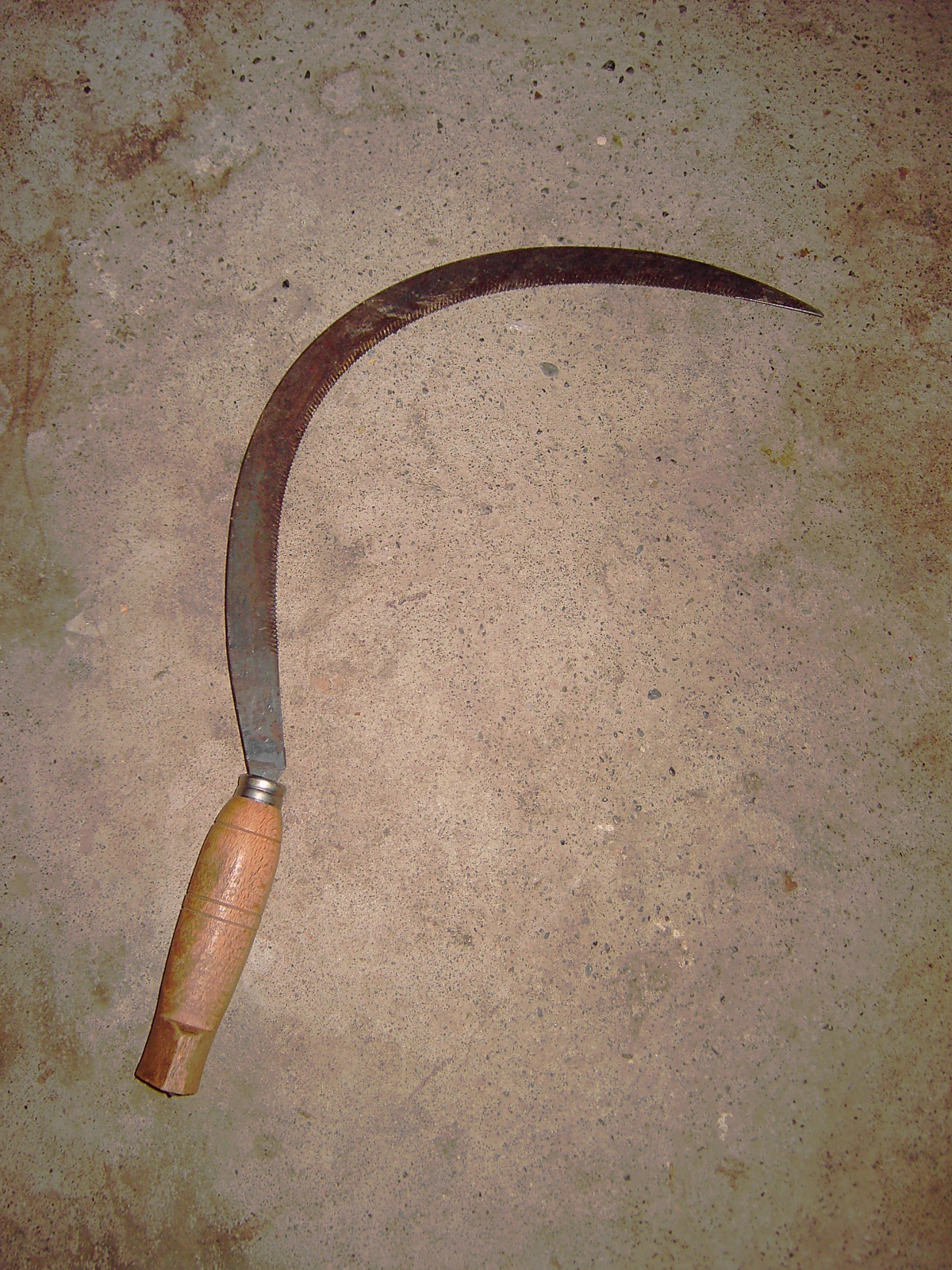
Hoz

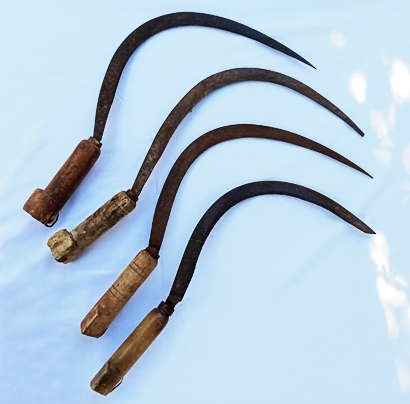
Hoces para segar

Una hoz, segadera, echona o ichona es una herramienta agrícola hecha de hierro en aleación con cobre (que la hace resistente a la humedad) y que tiene como principal uso el corte de tallos de gramíneas, sobre todo de cereales. Consiste en una cuchilla metálica en forma de media luna y un mango para poder dirigirla. Tiene cierta semejanza de forma y función con una guadaña, pero su hoja es más curva y mucho más pequeña, lo que permite emplearla con una sola mano, liberando la otra para agarrar lo segado. En algunos lugares, los dedos de la mano que sostiene la gavilla se protegen con una zoqueta.

## Historia y mitología
Es una herramienta que comenzó a usarse durante el Neolítico, cuando era fabricada en piedra o hueso, y hasta la invención de la cosechadora mecánica, el uso de hoces y guadañas estaba muy extendido en toda la población agrícola, por lo que frecuentemente era empleada también como arma de defensa o de ataque en los ejércitos europeos reclutados durante la Edad Media.
En la mitología griega se dice que Cronos castró a Urano con una hoz de pedernal. La diosa Deméter también porta una hoz a manera de símbolo.

### Preneolítico

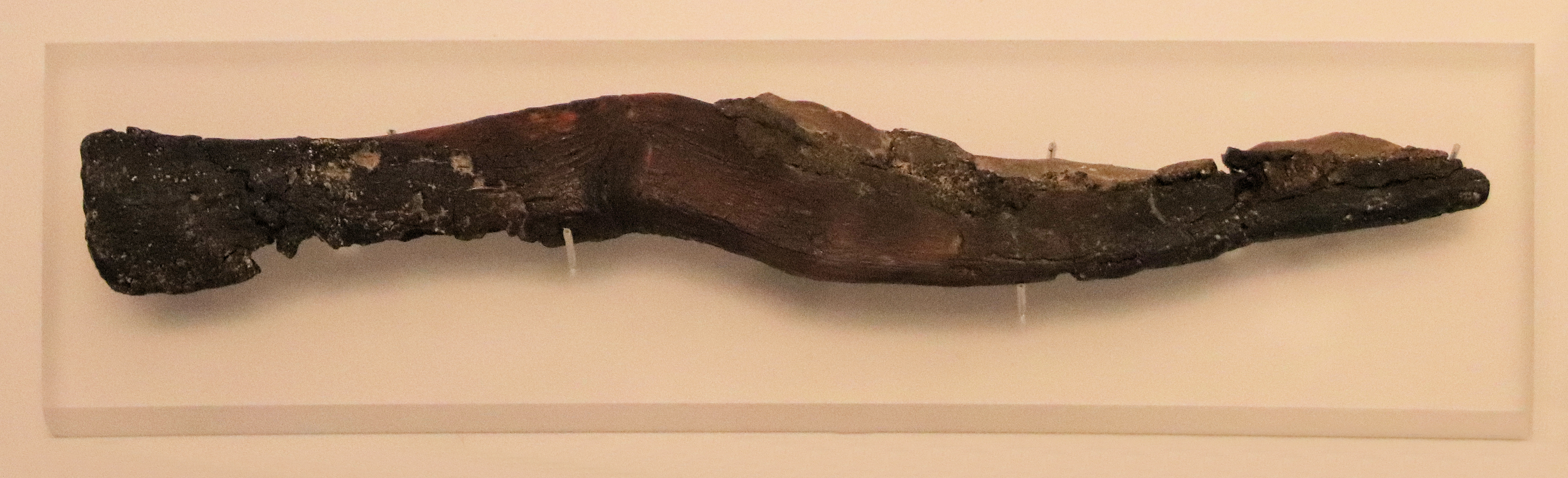
Una hoz muy temprana, c. 7000 a. C., pedernal y resina, cultura Tahunian, cueva de Nahal Hemar, ahora en el Museo de Israel.

El desarrollo de la hoz en Mesopotamia se remonta a tiempos anteriores al Neolítico. Se han excavado grandes cantidades de hojas de hoz en sitios que rodean a Israel que se han fechado en la era Epipaleolítico (18000-8000 a. C.). Las excavaciones formales en Wadi Ziqlab, Jordania, han desenterrado varias formas de hojas de hoz tempranas. Los artefactos recuperados tenían entre 10 y 20 cm de largo y tenían un borde irregular.
Este intrincado diseño 'similar a un diente' mostró un mayor grado de credibilidad en el diseño y la fabricación que la mayoría de los otros artefactos que se descubrieron. Las hojas de hoz que se encontraron durante este tiempo estaban hechas de pedernal, rectas y se usaban más como un movimiento de aserrado que con el diseño curvo más moderno. Se han descubierto pedernales de estas hoces cerca del Monte Carmelo, lo que sugiere la cosecha de granos de la zona hace unos 10 000 años.

### Neolítico

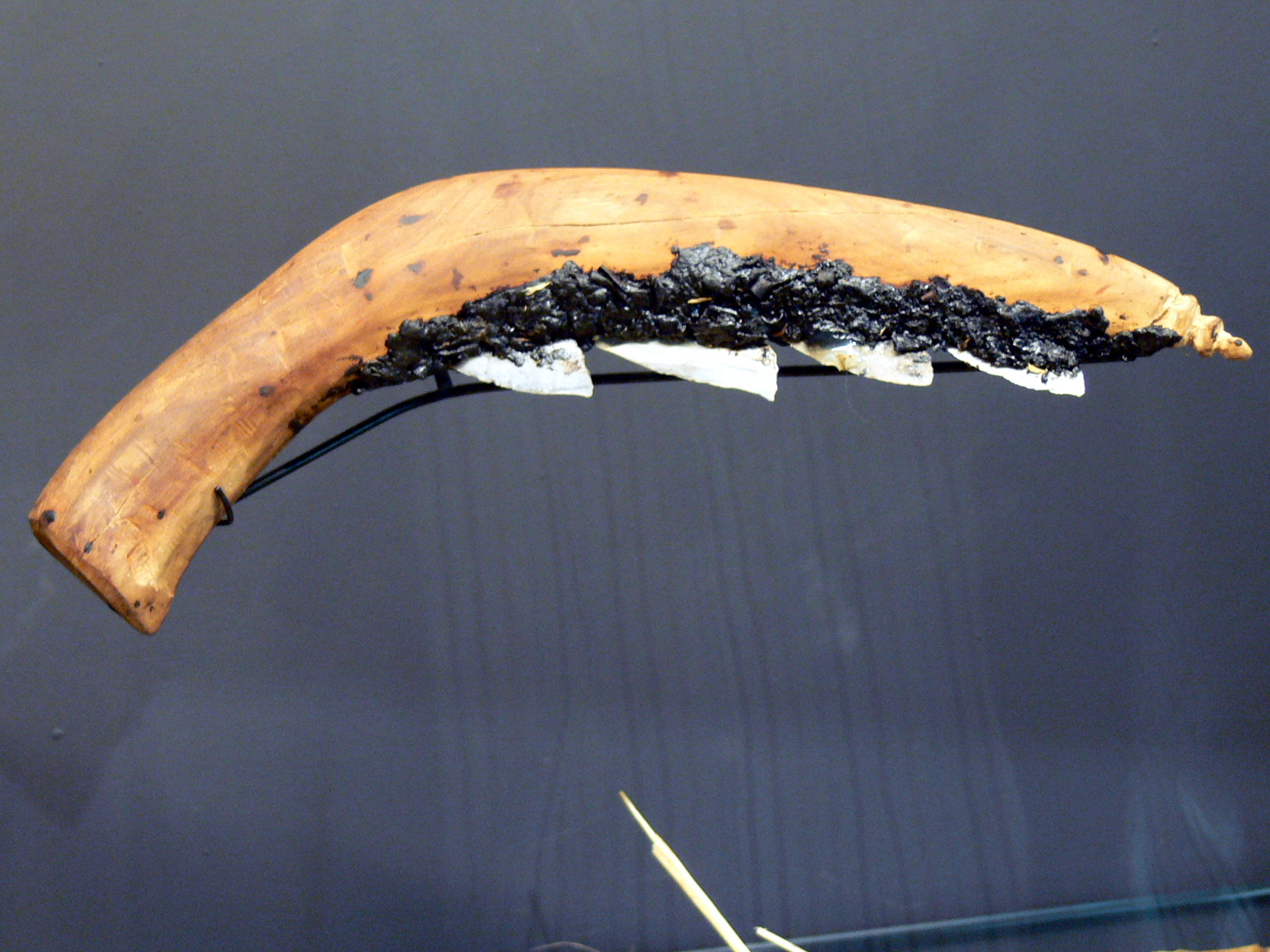
Hoz neolítica

La hoz tuvo un profundo impacto en la Revolución Agrícola al ayudar en la transición a la agricultura y al estilo de vida basado en cultivos. Ahora se acepta que el uso de hoces condujo directamente a la domesticación de las hierbas silvestres del Oriente Próximo que fue fundamental para la gente de la Mesopotamia temprana. La temporada de crecimiento relativamente estrecha en el área y el papel crítico del grano a fines del Neolítico promovieron una mayor inversión en el diseño y fabricación de hoz sobre otras herramientas. Se estandarizó hasta cierto punto las medidas de la hoz para que el reemplazo o la reparación pudieran ser más inmediatos. Era importante que el grano se cosechara en el momento adecuado en una elevación para que la siguiente elevación pudiera cosecharse en el momento adecuado. La hoz brindó una opción más eficiente para recolectar el grano y aceleró significativamente el desarrollo de la agricultura temprana.

### Edad del Bronce
La hoz siguió siendo común en la Edad del Bronce, tanto en el Antiguo Oriente Próximo como en la Europa de la Edad del Bronce. Se han encontrado numerosas hoces depositadas en tesoros en el contexto de la cultura europea de los campos de urnas (por ejemplo, tesoro de Frankleben), lo que sugiere un significado simbólico o religioso asociado al artefacto.
En la terminología arqueológica, las hoces de la Edad del Bronce se clasifican por el método de fijación del mango, p.ej. la hoz con pomo (en alemán Knopfsichel) se llama así por un pomo que sobresale en la base de la hoja que aparentemente servía para estabilizar la unión de la hoja al mango.

### Edad del Hierro

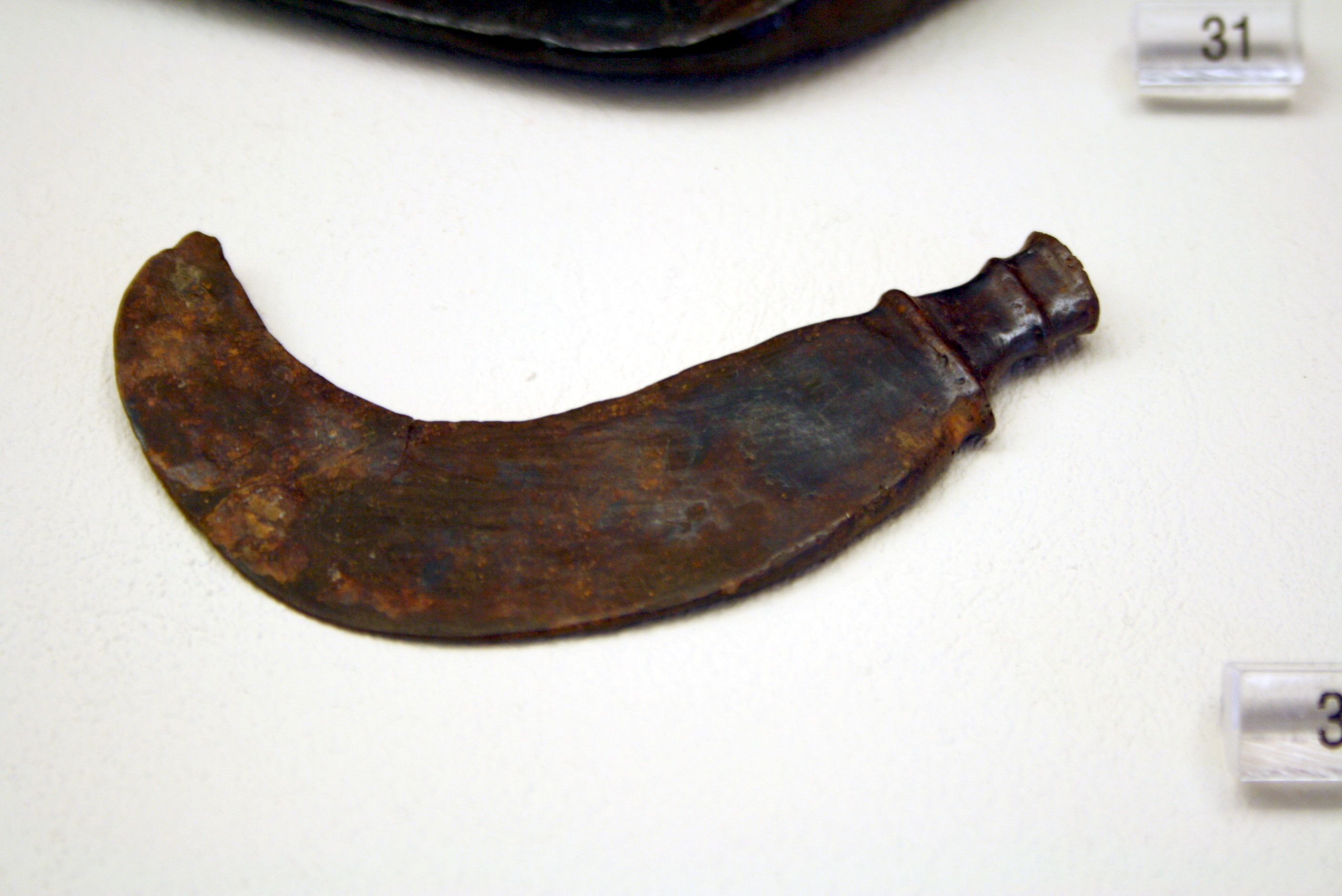
Hoz de hierro de la Antigua Grecia, Kerameikos Museo Arqueológico, Atenas.

La hoz desempeñó un papel prominente en el ritual de roble y muérdago de druidas como se describe en un solo pasaje de Plinio el Viejo en Historia Natural:

Un sacerdote vestido con vestiduras blancas sube al árbol y, con una hoz de oro, corta el muérdago, que está atrapado en un manto blanco. Luego, finalmente, matan a las víctimas, rezando a un dios para que su don sea propicio para aquellos a quienes se lo ha otorgado. Creen que el muérdago dado en bebida impartirá fertilidad a cualquier animal que sea estéril y que es un antídoto contra todos los venenos.

Debido a este pasaje, a pesar de que Plinio no indica la fuente en la que basó este relato, algunas ramas del druidismo moderno (neodruidas) han adoptado la hoz como herramienta ritual.

### Américas

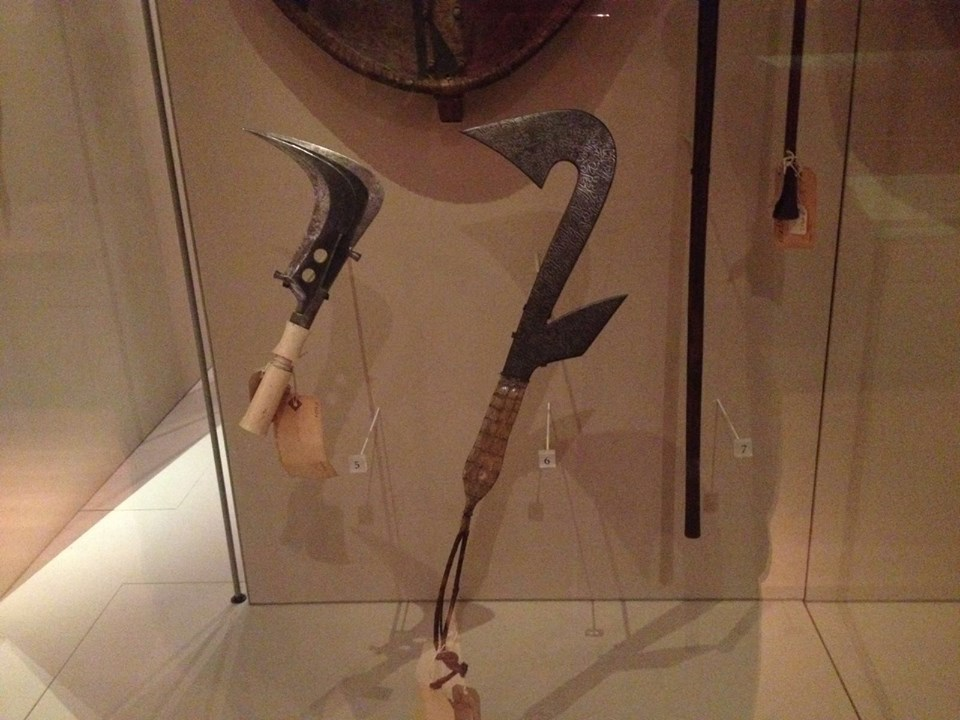
Hoz congoleña, o Trumbash, (izquierda) y réplica de un cuchillo arrojadizo (derecha) en el Museo de Mánchester

Se han descubierto hoces indígenas en el suroeste de América del Norte con un diseño único. Existen pruebas de que los isleños de Kodiak tenían para cortar hierba "hoces hechas de un omóplato de animal afilado". Los artefactos encontrados en los actuales Arizona y Nuevo México se asemejan a herramientas curvas que se hicieron con los cuernos de las ovejas de las montañas. En un sitio similar se descubrió hoces hechas de otro material, como la hoz de Caddo, que estaba hecha de una mandíbula de ciervo. Las escrituras de los primeros nativos documentan el uso de estas hoces para cortar el pasto. Los instrumentos variaban de 13 a 16 pulgadas de punta a empuñadura. Varias otras excavaciones en el este de Arizona descubrieron hoces de madera que tenían una forma similar. Los mangos de las herramientas ayudan a describir cómo se sostenía la herramienta de tal manera que la parte interior que contenía la superficie de corte también podía servir como superficie de reunión para el grano. Las hoces se afilaban raspando un borde biselado con una herramienta gruesa. Esta acción ha dejado marcas en los objetos que se han encontrado. El proceso de afilado era necesario para evitar que el filo se desafilara después de un uso prolongado. Se observó que el borde está bastante pulido, lo que en parte prueba que el instrumento se usaba para cortar hierba. Después de la recolección, la hierba se utilizó como material para crear esteras y ropa de cama. La hoz en general proporcionaba la comodidad de cortar la hierba y recogerla en un solo paso. Entre los awajún de Perú, la hoz se usa como herramienta para cosechar arroz. Las espigas de arroz se cosechan con el instrumento y se dejan secar al sol.

## Etimología

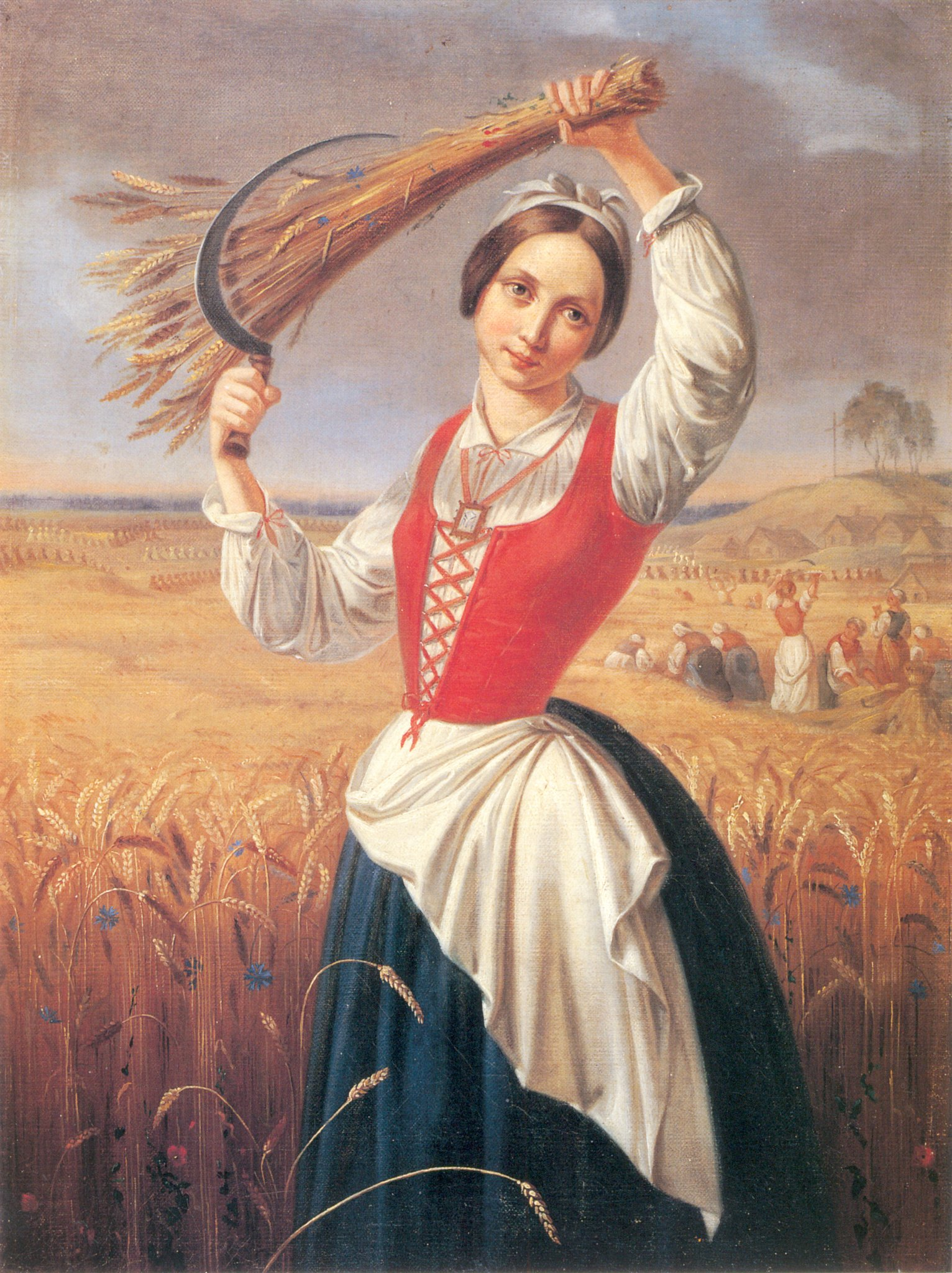
Mujer con una hoz, La segadora, 1844.

La palabra española «hoz» proviene del latín falcem /ˈfalkem/, caso acusativo de falx /falks/.
En falcem, el fonema /l/ se convirtió en la vocal [u], como sucede en la pronunciación de la L antes de una consonante en el idioma portugués (por ejemplo, palma se pronuncia [ˈpauma]).
Ese proceso de vocalización sucedió en algunas palabras latinas:
- álterum > áuterum > óterum > otro
- cálice > cáuice > cauce
- altarium > autarium > otarium > otero

Nótese que es usual que el diptongo au se monoptongue en o (Latín paucu(s) > poco).
En falcem, el fonema /f/ se perdió, como sucedió por ejemplo con el latín facere, que se convirtió en hacer.
- falcem /ˈfalkem/ > falce /ˈfalke/ > fauce /ˈfauke/ > foke > foze > foz > hoz /oθ/~/os/

El término latino falx proviene de una antiquísima palabra indoeuropea desconocida (de antes del I milenio a. C.), que más tarde produjo también:
- el sánscrito parshu (‘cuchillo curvo, hoz’), que aparece por primera vez en el texto indio Átharva-veda (del 1000 a. C. aprox.) y que en otro lugar del mismo texto significa ‘costilla’.
  - el sánscrito parashú, que en el Rig-veda (del 1500 a. C. aprox.) significaba ‘rayo’ y en un texto del gramático Iaska (500 a. C.) ya significaba ‘hacha’.
- el avéstico pérezu (‘costilla’), en el Zend-avesta persa.
- el griego fálkees (‘hoz’).

En Chile se llama «echona» o «ichona», un término procedente del mapuche ichuna, que a su vez viene del quechua ich'una, por ich'u, una hierba usada como forraje y el sufijo instrumental -na.

## Clasificación

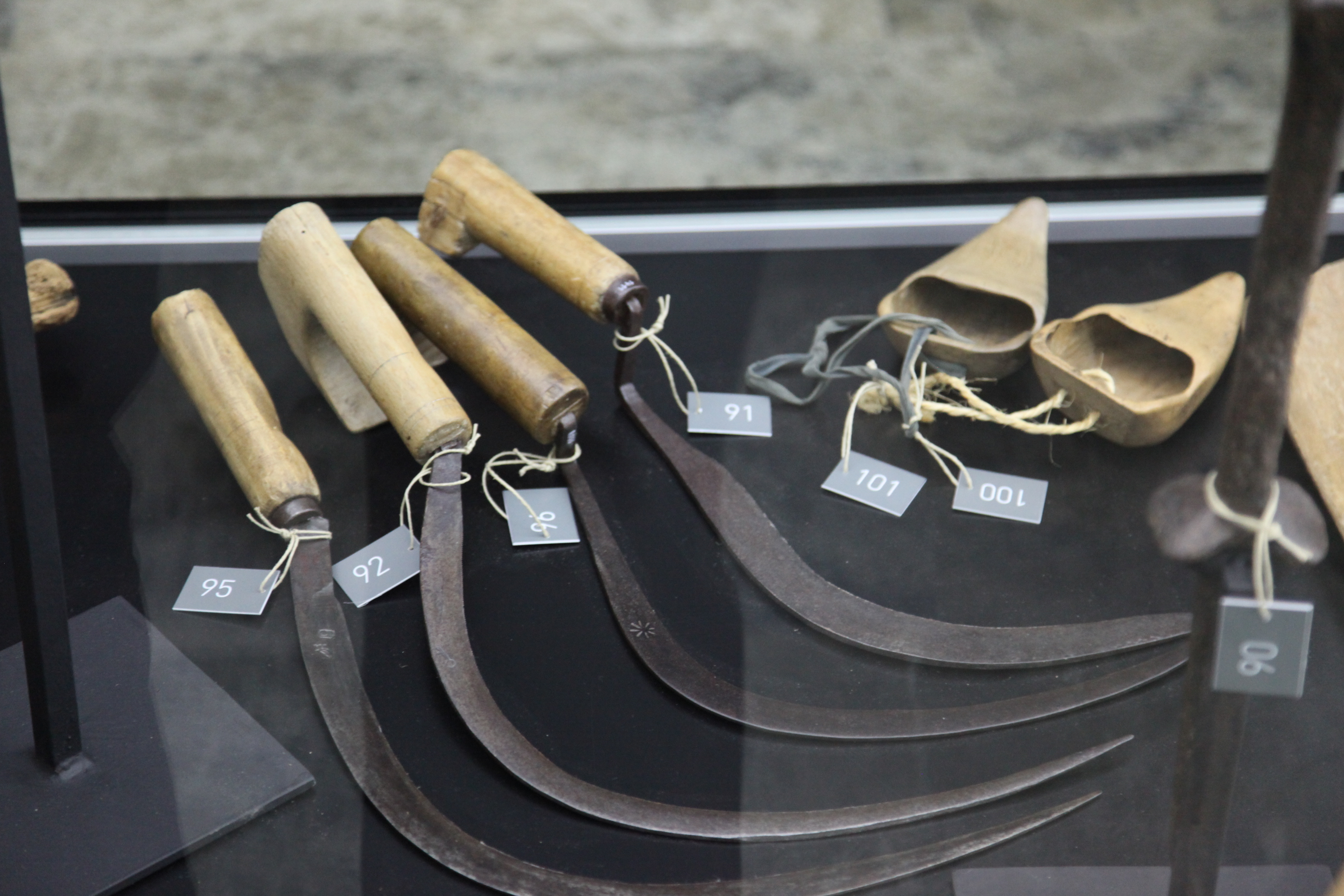
Diversos tipos de hoces según su uso. Exposición permanente del Museo Valenciano de Etnología, sala Horta i Marjal

Cortador de plantones: especie de hoz con la hoja grande y robusta que tiene el corte en la parte exterior y que sirve para cortar porciones de tierra con el plantón.
Hoz de segar: en esta herramienta, el mango y la hoja semicircular están en planos paralelos, conectados por dos codos. Así la hoja puede cortar más pegada al suelo que la de la hoz ordinaria, y la mano queda más protegida. Se utiliza para cultivos como la alfalfa; llamándose también hoz de alfalfa.
Hoz de podar: el mango presenta una pequeña moldura en el extremo inferior. La hoja sale en el mismo plano del mango. Se diferencian dos variedades, una más grande para podar olivos y otra más pequeña para viñedos. También pueden utilizarse para hacer leña de ramas finas. La técnica consiste en coger la rama o sarmiento que se quiere cortar con una mano mientras se golpea con la hoz a la otra.
Hoz de limpiar: el mango tiene una longitud de dos manos y la hoja curvada es estrecha. La técnica consiste en meter la herramienta entre los zarzas los ribazos y estirar hacia fuera con las dos manos.
Corquete: es similar a la hoz, pero de dimensiones más reducidas. Sirve para vendimiar, cortando el pedúnculo de la uva.
Hoz canemera: sigue el diseño general de las hoces pero el cuerpo es más grande y ancho. Normalmente el corte no está dentado pero, como se trata de una herramienta con muchas variantes para hacerla más polivalente, puede encontrarse con hoja dentada y con o sin codos cerca del mango. Una versión de esta hoz es el hoz de hilo de Elche, que se utiliza para segar trigo.

## Simbología

Estrella comunista roja y amarilla, con la hoz y martillo

Dada su importancia en el mundo agrícola, la hoz ha pasado a ser un símbolo del trabajo, apareciendo frecuentemente en escudos de armas, simbología masónica y en el símbolo comunista de la hoz y el martillo.

## Nepal
Llamado Hasiya (o Aasi), una hoz es muy común en Nepal como la herramienta más importante para cortar utilizada en la cocina y en los campos. Hasiya se usa en la cocina de muchas aldeas de Nepal, donde se usa para cortar verduras durante la preparación de alimentos. El mango de Hasiya (hecho de madera) se mantiene presionado con la punta del pie y la curva se invierte para que las verduras se puedan cortar con las dos manos mientras se mecen. Fuera de casa, Hasiya se usa para cosechar.
Las hasiya han sido fabricadas tradicionalmente por herreros locales en sus fundiciones de carbón que usan fuelles de cuero para soplar aire. El afilado del Hasiya se realiza frotando los bordes contra una roca lisa o devolviéndolo al herrero. El afilado de la Hasiya generalmente se realiza al comienzo de la temporada de cosecha.
La Hasiya grande se llama Khurpa (o Khoorpa) donde la curva es menos pronunciada, es mucho más pesada y se usa para cortar ramas de árboles con hojas (para alimentación animal), picar carne, etc. El famoso Khukuri nepalí también es un tipo de hoz donde la curva se vuelve menos visible.
Llevar una Hasiya o Khurpa afilada y desnuda no es seguro. Entonces, los nepalíes han construido tradicionalmente una cubierta/soporte para él llamado "Khurpeto" (que significa soporte de Khurpa en nepalí). Podría ser una simple pieza de madera con un agujero lo suficientemente grande como para deslizar la hoja de Hasiya dentro o podría ser una pieza de madera redonda intrincadamente tallada que se cuelga alrededor de la cintura con una cuerda hecha de plantas (llamada "hatteuri"). Hoy en día, aunque muchos usan cuerdas de algodón, yute o incluso tela como reemplazo de hatteuri, que no es fácil de encontrar.

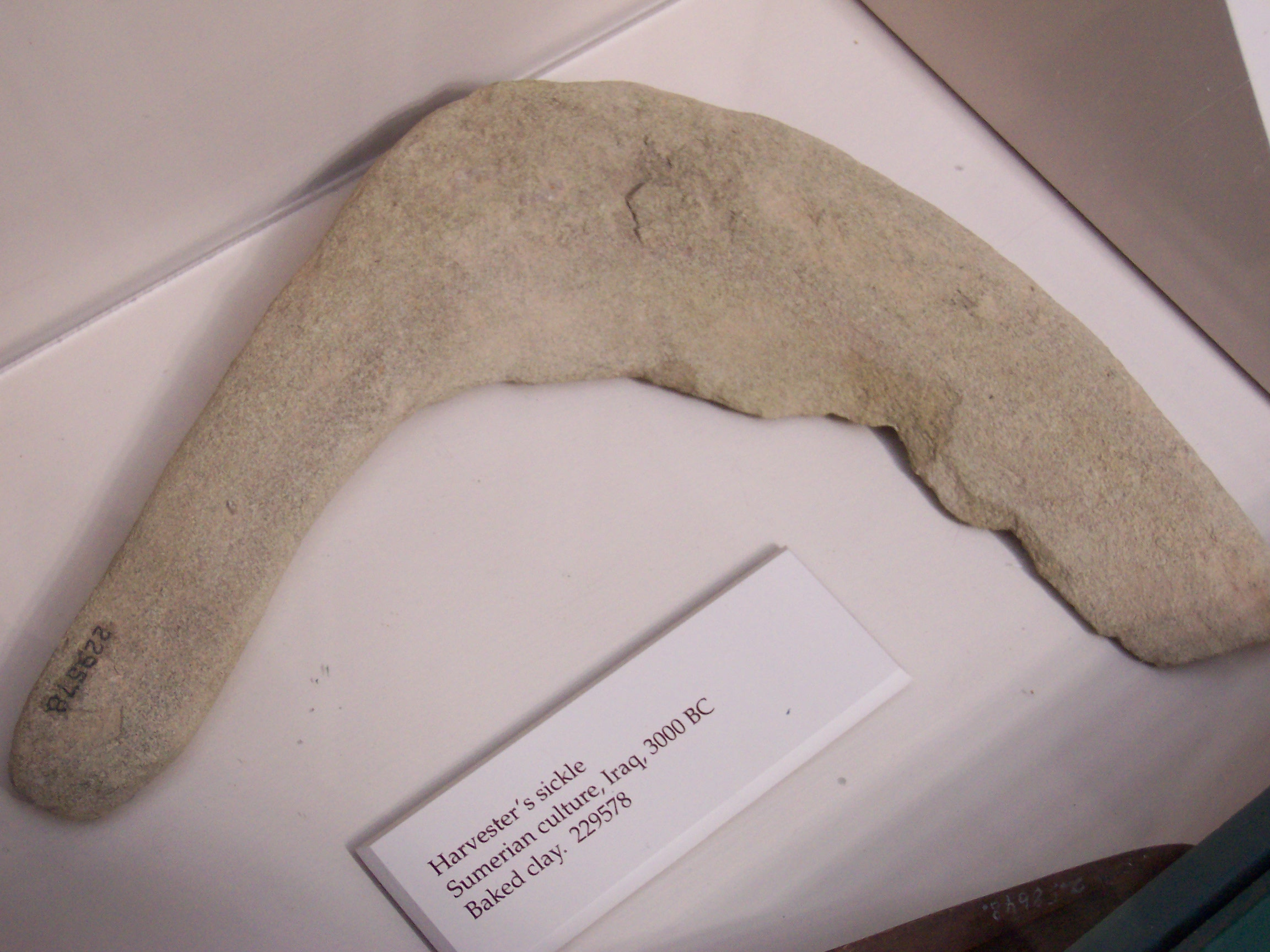
Hoz de cosecha sumeria, alrededor del 3000 a. C.

## Gancho de ensacado

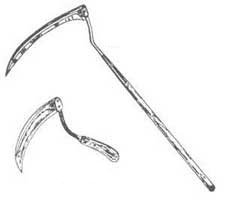
Ilustraciones de herramientas en dos versiones de tamaño.

Un "gancho para embolsar", "gancho para distintivos", "gancho para cosechar" o "gancho para rasgar", es una hoz grande, generalmente con un mango desplazado para que los nudillos del usuario no haga contacto con el suelo. La hoja es más pesada que la de una hoz normal y siempre sin hojas dentadas. Por lo general, mide aproximadamente 40 mm de ancho con una hoja abierta en forma de media luna de aproximadamente 450 mm de ancho. Se desarrolló a partir de la hoz en la mayor parte de Gran Bretaña entre mediados y finales del siglo XIX, y fue reemplazada a su vez por la guadaña, más tarde por la máquina cosechadora y posteriormente la segadora. Todavía se usaba cuando el maíz estaba doblado o aplastado y la segadora mecánica no podía cortar sin que el grano se cayera de las mazorcas y se desperdiciara la cosecha.
También se usó en lugar del gancho para frijoles o el gancho para guisantes para cortar frijoles y otros cultivos de leguminosas que se usaban como forraje y lecho para el ganado.
A veces se confunde con el gancho más pesado y recto que se usa para cortar madera o colocar setos. Mientras que la guadaña o la hoja del gancho para embolsar eran lo suficientemente pesadas para eliminar el crecimiento joven en lugar de, por ejemplo, las tijeras para cortar un seto, no era lo suficientemente fuerte como para cortar material leñoso para el cual se usaba el gancho bastón más fuerte, de forma similar, pero de mango más largo. Se utilizaron muchas variaciones en la forma de la hoja en diferentes partes de Inglaterra y se conocen con una variedad de nombres. Sus parientes cercanos en forma y uso son el gancho para hierba y el gancho para segar.